# Brillance de surface
En astronomie, la brillance de surface d'un corps céleste étendu comme une galaxie est la densité de flux reçue par unité d'angle solide. Elle est souvent mesurée en magnitude par seconde d'arc au carré (mag/as2). Certains auteurs donnent aussi cette mesure en employant la minute d'arc. Les unités de la brillance de surface sont alors (mag/am2)
La mesure de la brillance de surface dans les longueurs d'onde visible, ou dans l'infrarouge, est la photométrie.
Le fond du ciel désigne la brillance de surface du ciel.

## Généralités
La magnitude apparente d'un objet astronomique est généralement donnée comme une mesure intégrale : si l'on dit qu'une galaxie a une magnitude de 12,5, cela signifie que l'on reçoit la même quantité de lumière de cette galaxie que celle qu'émettrait une étoile de magnitude 12,5. Cependant, une étoile est généralement tellement petite qu'elle apparaît comme une source ponctuelle pour la plupart des observations. Le plus grand diamètre angulaire d'une étoile est celui de R Doradus, qui est de 0,057 ± 0,005 arcsec, tandis qu'une galaxie peut s'étendre sur de nombreuses secondes d'arc, voire des minutes d'arc. De ce fait, une galaxie peut être plus difficile à percevoir sur le fond de ciel nocturne qu'une étoile isolée.
La magnitude globale est une mesure de la brillance d'un objet étendu, par exemple une nébuleuse, un amas stellaire, ou une galaxie. Elle peut être déterminée en intégrant la luminosité sur l'ensemble de la surface de cet objet. Alternativement, il est possible d'employer un photomètre en ajustant le champ couvert par des diaphragmes de tailles variées. La lumière de fond est ensuite soustraite des mesures pour obtenir la brillance totale.
La valeur de magnitude qui en résulte est celle d'une source ponctuelle qui émettrait la même quantité d'énergie
La magnitude apparente est un bon indicateur de la visibilité d'un objet lorsqu'il est quasi ponctuel ; la brillance de surface est au contraire un meilleur indicateur lorsque cet objet a une surface angulaire visible.

## Calcul de la brillance de surface
Les brillances de surface sont généralement exprimées en magnitude par seconde d'arc carré ou en magnitude par minute d'arc carré. Étant donné que la magnitude est logarithmique, le calcul de la brillance de la surface ne peut s'effectuer par une simple division de la magnitude par la surface de l'objet considéré. L'équation utilisée fait appel au logarithme à la base dix :
{\displaystyle S=m+2,5\times \log _{10}A}
où S est la brillance de surface, m la magnitude et A la surface en secondes d'arc ou en minutes d'arc. Puisque l'équation contient deux variables, m et A, il n'y a pas de moyen de convertir directement la valeur mag/as2 en mag/am2. Il faut connaitre les deux variables pour faire cette conversion.

## Exemples
Un ciel vraiment sombre a une luminosité de surface de 2 × 10−4  cd m−2 ou 21.8 mag arcsec−2.
La luminosité de surface maximale de la région centrale de la Nébuleuse d'Orion est d'environ 17 Mag/arcsec2 (environ 14 milli cd/m2 (anciennement nits)) et la lueur bleutée externe a une luminosité de surface maximale de 21,3 Mag/arcsec2 (environ 0.27 millinits).